# Shelby (Indiana)
Shelby – jednostka osadnicza w Stanach Zjednoczonych, w stanie Indiana, w hrabstwie Lake.